# Pudingový koláč
El pudingový koláč (so smotanou) (AFI: ['pudinkɔʋiː kɔlaːts 'zɔ smɔtanɔu]; literalmente pastel de pudín (con crema de leche), coloquial pudingáč) es un pastel dulce hecho de bizcocho, pudín y crema agria endulzada.

## Receta
El bizcocho se prepara con huevo, azúcar, harina, levadura en polvo, agua y aceite vegetal. Se colocan montones de pudín cocido encima de la masa y se cuece todo durante 40 minutos a 180 °C. Después de hornear, se unta sobre el pastel una mezcla de crema agria, posiblemente incluso crema agria y azúcar de vainilla, y se puede colocar en el refrigerador. Se puede decorar con cacao en polvo.